# Big River (песня)
Big River (с англ. — «большая река») — песня американского исполнителя Джонни Кэша, выпущенная в 1958 году в качестве сингла, а в ноябре того же года вошедшая в альбом Jonny Cash Sings the Songs That Made Him Famous.
Сингл занял четвёртую позицию в кантри-чарте Billboard, где продержался четырнадцать недель. Песня была записана и выпущена на лейбле Sun, и изначально имела ещё один куплет, который пришлось вырезать для того, чтобы она вписалась в формат. Позднее Кэш исполнял этот куплет на своих концертах.
Название песни отсылает к самой большой реке Северной Америки Миссисипи, которая с языка оджибве так и переводится «большая река». Песня повествует о человеке, который встретил девушку в Сент-Поле, штат Миннесота. Он отправился вслед за ней вниз по реке Миссисипи, сначала в Давенпорт, штат Айова, затем в Сент-Луис, штат Миссури. Но, когда прибывает туда, узнаёт, что его зазноба уже успела покинуть город. Он отправляется в Мемфис, штат Теннесси, где находит её, но девушка, ничего не сказав, снова оставляет его. Следующими остановками девушки являются луизианские города Батон-Руж и Новый Орлеан. А герой смиряется с мыслью, что девушка «любит Большую реку сильнее, чем его».

## Кавер-версии
Grateful Dead часто играли кавер-версию на своих выступлениях, и «Big River» стала самой часто исполняемой песней группы. Она содержится на множестве концертных записей, например на Dick's Picks Volume 1 (Grateful Dead Records).
Дочь Джонни Кэша от первого брака, Розанна Кэш записала свою версию песни для альбома 1979 года Right or Wrong.
Канадский музыкант Колин Линден записал кавер-версию песни на трибьют-сборнике Кэшу Johnny's Blues: A Tribute To Johnny Cash, выпущенном в 2003 году на лейбле Northern Blues Music.
Кантри-группа Trick Pony исполнила песню совместно с Кэшем и Вэйлоном Дженнингсом на своём одноимённом дебютном альбоме 2001 года.
Дуэт The Secret Sisters совместно с Джеком Уайтом записали кавер-версию песни для CD-приложения к 162 номеру журнала Uncut, выпущенного в 2010 году.
Австралийская группа Cold Chisel исполняла песню на концертах во время своего реюнион-тура 2003 года. Она также доступна на DVD 2004 года Ringside The Movie, содержащим записи этого тура.
Хэнк Уильямс-младший перепел песню на своём альбоме 1970 года Singing My Songs - Johnny Cash, полностью состоящим из песен Джонни Кэша, а также на трибьюте 2002 года Kindred Spirits: A Tribute to the Songs of Johnny Cash.
Песня в исполнении The Aggro-Nuts вошла в трибьют-альбом 2007 года Paid in Black: A Tribute to Johnny Cash, состоящий из кавер-версий различных хоррор-панк групп.

## Список дисков, на которых выпускалась песня
- Sings the Songs That Made Him Famous (1958)
- I Walk the Line (1964)
- Greatest Hits, Vol. 2 (1971)
- Sunday Morning Coming Down  (1972)
- The Man in Black 1954—1958 (1990)
- The Legend (2005)

## Чарты
| Чарт (1958)                        | Позиция |
| ---------------------------------- | ------- |
| U.S. Billboard Hot Country Singles | 4       |
| U.S. Billboard Hot 100             | 14      |